# Соколов, Николай Андреевич (Герой Социалистического Труда)
Николай Андреевич Соколов (2 декабря 1931 год) — шахтёр, бригадир горнорабочих очистного забоя шахтоуправления № 3 «Стожковское» комбината «Шахтёрскантрацит» Министерства угольной промышленности Украинской ССР, Донецкая область. Герой Социалистического Труда (1971). Депутат Верховного Совета УССР 9-го и 10-го созывов.

## Биография
Окончил среднюю школу.
С 1947 года — работник лесопункта.
С 1951 по 1954 год служил в Советской Армии.
С 1954 года — бригадир рабочих очистного забоя шахтоуправления «Стожковское» производственного объединения «Шахтерскантрацит» Донецкой области.
В 1964 году вступил в КПСС.
В 1966 году удостоен звания Героя Социалистического Труда за выдающиеся трудовые достижения.
После выхода на пенсию проживает в посёлке Стожковское Донецкой области.

## Награды
- Герой Социалистического Труда — указом Президиума Верховного Совета УССР от 30 марта 1971 года
- орден Ленина